# Dom mladih Split
Dom mladih Split je objekt u vlasništvu Grada Splita kojim upravlja Multimedijalni kulturni centar, a koristi i niz drugih korisnika. Nalazi se u nedovršenom Domu socijalističke omladine nastalom početkom 1980-ih. Dijelovi prostora koriste se za kulturno-umjetničke programe, prepoznati kao mjesto suvremene umjetnosti i kultura urbanog karaktera, odmaknutih od mainstreama. 
Prostor Doma mladih zadnjih trideset godina koristi se po principu parcijalnog osvajanja i uređenja prostora. Od 2010-ih godina radi se planski na uređivanju prostora i izgradnji lokalne kulturne scene. Model centra oslanja se na brojne inicijative koje u različitim režimima provode svoje programe, koriste prostor i preuzimaju odgovornost za funkcioniranje centra ili njegovih dijelova uz podršku Grada Splita, te sudjelovanje korisnika zgrade, gdje posebno mjesto zauzima mreža organizacija Platforma Doma mladih (PDM).
Dom mladih u nadležnosti je Multimedijalnog kulturnog centra, javne gradske ustanove u kulturi, koja zajednički upravlja odgovornim korištenjem i upravljanjem prostora s PDM-om, odnosno udrugama korisnicama prostora.

## Povijest
Gradnja Doma omladine započela je 1974. godine, a projektirao ju je Frane Grgurević kao Dom socijalističke omladine, veliki višenamjenski kulturni kompleks. Gradnja je započeta 1970-ih za potrebe Mediteranskih igara 1979. godine. Dovršavanjem grubih radova 1984. godine, gradnja je obustavljena, a zgrada (manjim dijelom stavljena u funkciju) je postala financijski, politički i sigurnosni problem grada.
Sljedećih petnaest godina deset tisuća metara kvadratnih prostora zgrade je bilo prazno i bez sadržaja. Dom 1994. godine zauzimaju alternativni umjetnici projektom Art Squat, nakon akcije čišćenja kojoj se priključilo pedesetoro mladih. Umjetnici i mladi su nakon tri dana istjerani iz zgrade Doma. Grad Split 1996. godine osniva Kulturno središte mladih, javnu ustanovu za stvaralaštvo i reproduktivno izvođenje u kulturi, tehničkoj kulturi i umjetnosti, koja je djelovala kao upravljačko tijelo Doma sve do 2004. godine. Naziv ustanove ukazivao je na institucionalnu formalizaciju i nesklad s izvornim programskim i samoupravljačkim ambicijama Art Squata.
Samoorganizirani proces osvajanja prostora za djelatnosti nezavisne scene je i dalje trajao pa je 2001. godine osnovana Koalicija udruga mladih (KUM), prva takve vrste u Hrvatskoj. Nakon tromjesečne medijske građanske kampanje Dom mladih – mladima, Gradsko poglavarstvo Splita dodijelilo je iste godine KUM‑u na korištenje neuređeni betonski podrum objekta, staru kotlovnicu zgrade bez instalacija i infrastrukture. Samostalnim naporima KUM-ovih udruga, vlastitim sredstvima i donacijama prostor je postupno očišćen i opremljen prvo za koncertnu, a kasnije za izložbeno-performersku, radioničku i čitateljsku djelatnost te je nastavio djelovati do danas kao Klub Kocka i Galerija Praktika. Kasnije je u prostoru uređen i skate park, a uz KUM prostor su naselile i druge kulturne organizacije i inicijative mladih. Od 2005. godine zgradom upravlja Multimedijalni kulturni centar (MKC).

## Prostori
Prostore Doma mladih su korisnici samostalno ili posredstvom MKC-a i grada Splita selektivno sređivali sukladno svojim programima i potrebama, pa je tako Dom dobio galerijski prostor i prostor za projekcije Beton kino.
Na inicijativu Platforme 9,81 i pod vodstvom MKC‑a pokrenut je program uređenja zgrade, transformacija u multimedijalni kulturni centar s hibridnim upravljanjem i stalni angažman na povezivanju postojećih inicijativa te poticanje i jačanje drugih programa u prostorima Doma. Zapušteni i nedovršeni Dom mladih počeo je ispunjavati funkciju sličnu prvobitnoj namijeni, no na drugačijoj upravljačkoj, programskoj i prostornoj osnovi.
Prostore u zgradi koriste različite nezavisne udruge i umjetničke organizacije s ciljem uređivanja prostora u zgradi, a istodobno i osmišljavanje sadržaja pod sloganom građenje nije potrebno ako nemaš za koga, tj. udruge tijekom procesa preuređenja prostora svojim programima istodobno privlače i stvaraju nove korisnike.
Prostore Doma mladih, osim udruga članica PDM-a, koriste i druge umjetničke organizacije, institucije, kolektivi i pojedinci čiji su programi u skladu sa strategijom MKC-a i koji s upraviteljem Doma mladih dogovaraju uvjete za korištenje. Situacija s korištenjem prostora je kompleksna jer je veliki dio prostora neadekvatan, a neki od korisnika imaju status stalnog korištenja kojega ne dijele s drugim korisnicima.
Razvoj Doma mladih dio je strategije MKC-a, kulturne strategije i strategije razvoja grada Splita, uglavnom na infrastrukturnim projektima. Projektom Gradimo Dom zajedno iz 2018. godine kroz razdoblje od dvije godine u Domu je otvoren prostor Skateboard kluba Kolo unutar Doma mladih te je prema projektu Dinka Peračića i Mirande Veljačić obnovljena polivalentna co-working prostorija s kulturno-javnom svrhom (Razred) za diskusijske i edukativne aktivnosti te udruge koje ne djeluju u Domu, a imaju potrebu za povremenim uredskim prostorima.

## Vanjske poveznice
- Dom mladih  Arhivirana inačica izvorne stranice od 12. ožujka 2022. (Wayback Machine)